# Mikhaïl Krivonóssov
Mikhaïl Krivonóssov   (Kritxau, 1 de maig de 1929 - Kritxau, 11 de novembre de 1994) fou un atleta belarús, especialista en el llançament de martell, que va competir sota bandera de la Unió Soviètica durant la dècada de 1950.
El 1952 va prendre part en els Jocs Olímpics d'Estiu de Hèlsinki, on arribà a la final de la competició del llançament de martell del programa d'atletisme. Quatre anys més tard, als Jocs de Melbourne, guanyà la medalla de plata en la mateixa prova, rere l'estatunidenc Hal Connolly.
En el seu palmarès també destaquen dues medalles en la prova del llançament de martell al Campionat d'Europa d'atletisme. D'or el 1954 i de plata el 1958. També guanyà el títol soviètic de martell el 1952 i de 1954 a 1958 i va establir sis rècords mundials entre 1954 i 1956.
Una vegada retirat passà a exercir d'entrenador d'atletisme i de professor a la Universitat Estatal de Cultura Física de Belarús.

## Millors marques
- Llançament de martell. 67,32 metre (1956)[5]